# Centrífuga de gás

Diagrama de uma centrífuga de gás, usada para separar isótopos de urânio.

Uma centrífuga de gás é um dispositivo que realiza a separação isotópica de gases. Uma centrífuga se baseia nos princípios da força centrífuga que acelera moléculas de modo que partículas de massas diferentes sejam fisicamente separadas em um gradiente ao longo do raio de um recipiente giratório. Um uso importante das centrífugas de gás é para a separação de urânio-235 (U235) do urânio-238 (U238). A centrífuga a gás foi desenvolvida para substituir o método de difusão gasosa de extração de U235. Altos graus de separação desses isótopos dependem do uso de muitas centrífugas individuais dispostas em série que atingem concentrações sucessivamente maiores. Este processo produz concentrações mais altas de U235 enquanto usa significativamente menos energia em comparação ao processo de difusão gasosa.

## História
Sugerido em 1919, o processo centrífugo foi realizado com sucesso pela primeira vez em 1934. O físico norte-americano Jesse Beams e sua equipe da Universidade da Virgínia desenvolveram o processo separando dois isótopos de cloro por meio de uma ultracentrífuga a vácuo. Foi um dos meios iniciais de separação isotópica estudados durante o Projeto Manhattan, mais particularmente por Harold Urey e Karl P. Cohen. Em 1944, a pesquisa foi suspensa, pois acreditav-se que o método não produziria resultados até o fim da guerra e que outros procedimentos com a aplicação de urânio enriquecido (difusão gasosa e separação eletromagnética) tinham mais chances de sucesso a curto prazo. Este método demonstrou-se eficaz no programa nuclear soviético, tornando a União Soviética o maior fornecedor de urânio enriquecido.
Paul Dirac fez importantes contribuições teóricas ao processo centrífugo durante a Segunda Guerra Mundial ; Dirac desenvolveu a teoria fundamental dos processos de separação que fundamenta o projeto e a análise das modernas usinas de enriquecimento de urânio.  A longo prazo, a centrífuga de gás se tornou um modo de separação muito econômico, usando consideravelmente menos energia do que outros métodos e tendo inúmeras outras vantagens.
A pesquisa sobre o desempenho físico das centrífugas foi realizada pelo cientista paquistanês Abdul Qadeer Khan nas décadas de 1970 e 1980, usando métodos de vácuo para avançar o papel das centrífugas no desenvolvimento de combustível nuclear para a armas nucleares do Paquistão. Muitos dos teóricos que trabalharam com Khan não tinham certeza se o urânio gasoso e o urânio enriquecido seriam viáveis a tempo. Apesar do ceticismo, o programa foi rapidamente provado como sendo viável. O enriquecimento por centrifugação tem sido usado em física experimental, e o método foi contrabandeado para pelo menos três países diferentes até o final do século XX.

## Processo de centrifugação de gás

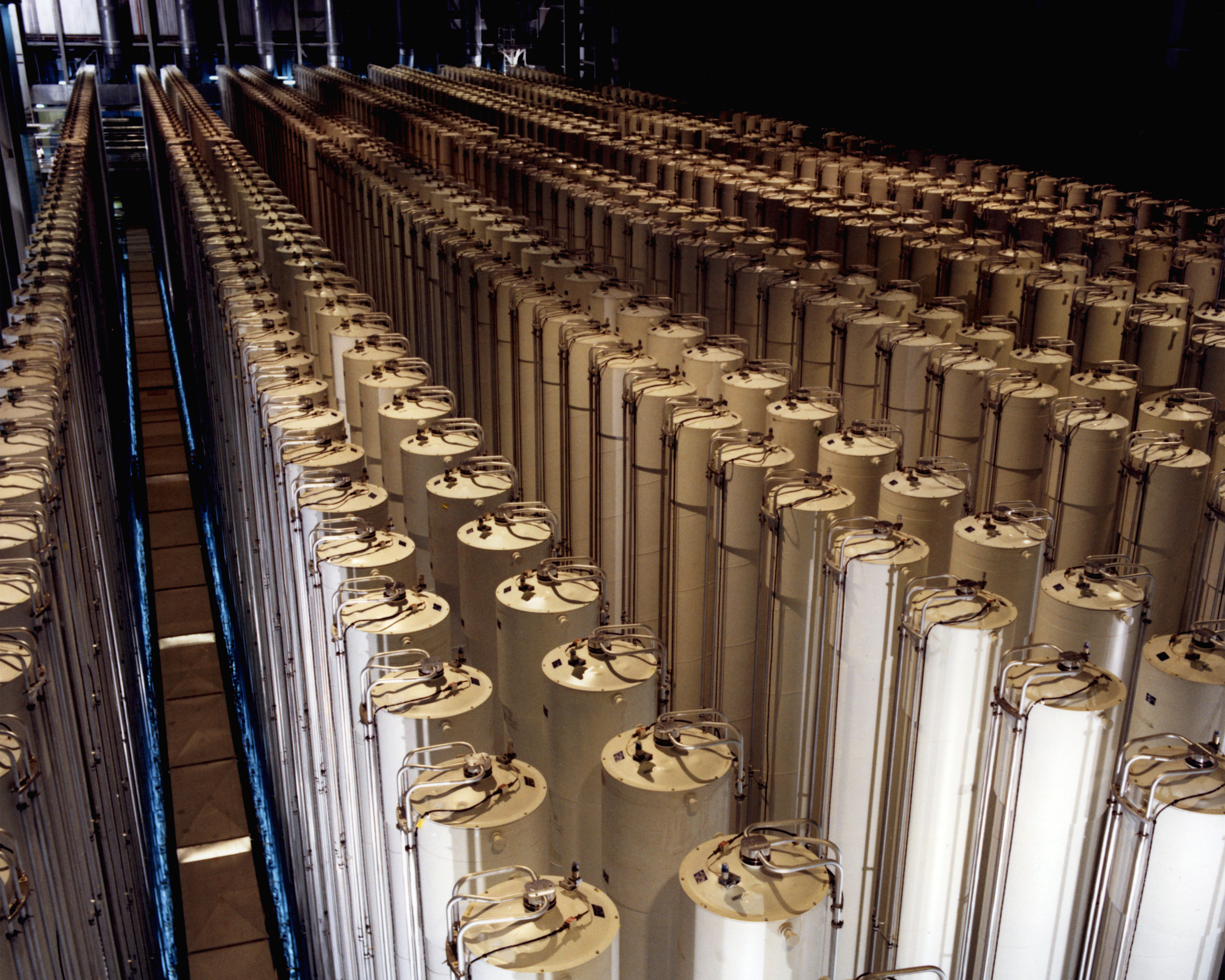
Cascata de centrífugas de gás usadas para produzir urânio enriquecido. Banco de testes de centrífuga de gás dos EUA em Piketon, Ohio, 1984. Cada centrífuga tem cerca de 12 m de altura. (As centrífugas convencionais em uso hoje são muito menores, com menos de 5 m de altura.)

O processo de centrifugação de gás utiliza um método exclusivo que permite a fluidez constante do gás para o interior e o exterior da centrífuga. Ao contrário da maioria das centrífugas que dependem do processamento em lote, a centrífuga a gás usa processamento contínuo, permitindo o efeito em cascata no qual vários processos idênticos ocorrem em sucessão. A centrífuga de gás consiste em um rotor cilíndrico, uma carcaça, um motor elétrico e três linhas para o transporte do material. A centrífuga de gás é projetada com um invólucro que envolve completamente a centrífuga. O rotor cilíndrico está localizado dentro da carcaça, que é evacuada de todo o ar para produzir uma rotação quase sem atrito durante a operação. O motor gira o rotor, criando a força centrífuga nos componentes conforme eles entram no rotor cilíndrico. Essa força atua separando as moléculas do gás, com as moléculas mais pesadas se movendo em direção à parede do rotor e as moléculas mais leves em direção ao eixo central. Há duas linhas de saída, uma para a fração enriquecida no isótopo desejado (na separação de urânio, isso é U235) e uma empobrecida desse isótopo. As linhas de saída levam essas separações para outras centrífugas para dar continuidade ao processo de centrifugação. O processo começa quando o rotor é balanceado em três estágios. A maioria dos detalhes técnicos sobre as centrifugadoras de gás são difíceis de obter porque estão envoltos em “segredo nuclear”.
As primeiras centrífugas de gás usadas no Reino Unido usavam um corpo de liga metálica envolto em fibra de vidro impregnada de epóxi. O balanceamento dinâmico do conjunto era realizado adicionando-se pequenos traços de epóxi nos locais indicados pela unidade de teste de balanceamento. O motor era geralmente de passo localizado na parte inferior do cilindro. As primeiras unidades tinham, em geral, cerca de 2 metros de comprimento, mas os desenvolvimentos subsequentes aumentaram comrimente, com modelos atuais de até 4 metros e apresentando rolamentos à base de gás.
Uma seção de centrífugas seria alimentada com corrente alternada de frequência variável de um inversor eletrônico em massa, que as elevaria lentamente até a velocidade necessária, geralmente superior a 50.000 rpm. Uma precaução era ultrapassar rapidamente as frequências nas quais o cilindro era conhecido por sofrer problemas de ressonância. O inversor é uma unidade de alta frequência capaz de operar em frequências em torno de 1 quilohertz. Todo o processo é normalmente silencioso; se for ouvido um ruído vindo de uma centrífuga, é um aviso de falha (que normalmente ocorre muito rapidamente). O projeto da cascata normalmente permite a falha de pelo menos uma unidade de centrífuga sem comprometer a operação da cascata. As unidades são normalmente muito confiáveis, com os primeiros modelos operando continuamente por mais de 30 anos.
Os modelos posteriores aumentaram constantemente a velocidade de rotação das centrífugas, pois é a velocidade da parede da centrífuga que tem o maior efeito sobre a eficiência da separação. Uma característica do sistema de centrífugas em cascata é que é possível aumentar o rendimento da planta de forma incremental, adicionando “blocos” em cascata à instalação existente em locais adequados, em vez de ter que instalar uma linha nova de centrífugas.

### Unidades de trabalho separativas
A unidade de trabalho separativo (UTS) é uma medida expressa pela quantidade de trabalho realizada pela centrífuga. O trabalho {\displaystyle W_{\mathrm {SWU} }} necessário separar uma massa de entrada {\displaystyle E} de produto {\displaystyle x_{e}} em uma massa de saída {\displaystyle P} de ensaio de produto {\displaystyle x_{p}}, e resíduo de massa {\displaystyle R} e ensaio {\displaystyle x_{r}} é expressa em termos do número de unidades de trabalho separativas necessárias, dado pela expressão
{\displaystyle W_{\mathrm {SWU} }=P\cdot V\left(x_{p}\right)+R\cdot V(x_{r})-E\cdot V(x_{e})}
onde {\displaystyle V\left(x\right)} é a função de valor, definida por:
{\displaystyle V(x)=(1-2x)\cdot \ln \left({\frac {1-x}{x}}\right)}

### Aplicação prática da centrifugação

#### Separação de urânio-235 do urânio-238
A separação do urânio requer o material na forma gasosa; o hexafluoreto de urânio (UF6) é usado para enriquecimento de urânio. Ao entrar no cilindro da centrífuga, o gás UF6 sofre rotação em alta velocidade, o que cria uma forte força centrífuga que atrai moléculas de gás mais pesadas (contendo U238) em direção à parede do cilindro, enquanto as moléculas de gás mais leves (contendo U235) tendem a se acumular mais perto do centro. O fluxo ligeiramente enriquecido em U235  é retirado e alimentado no próximo estágio superior, enquanto o fluxo ligeiramente esgotado é reciclado de volta para o próximo estágio inferior.

#### Separação de isótopos de zinco
Para alguns usos na tecnologia nuclear, o conteúdo de zinco-64 (Zn64) no zinco metálico deve ser reduzido para evitar a formação de radioisótopos por sua ativação por nêutrons. O dietilzinco é usado como meio de alimentação gasoso para a cascata. Um exemplo de material resultante é o óxido de zinco, usado como inibidor de corrosão.